# Sitio de Castelnuovo
El asedio de Castelnuovo se produjo entre el 18 de julio y el 7 de agosto de 1539 en el contexto de la lucha por el mar Mediterráneo durante las Guerras habsburgo-otomanas. Castelnuovo, actual Herceg Novi, en Montenegro, había sido tomada por tropas de los tercios del ejército español el año anterior durante la campaña de la Liga Santa contra el Imperio otomano. La localidad amurallada fue sitiada por tierra y mar por un poderoso ejército otomano dirigido por Jeireddín Barbarroja, quien ofreció una rendición honorable a las tropas defensoras. Sin embargo, esta fue rechazada por el comandante español Francisco de Sarmiento y por sus capitanes a pesar de que eran conocedores de que la flota cristiana, desbandada tras la fallida batalla de Préveza, no podría acudir en su auxilio.
Durante el asedio las fuerzas hispanas ofrecieron una enconada resistencia y causaron numerosas bajas a los otomanos. A pesar de todo, después de tres semanas de continuos asaltos, Castelnuovo cayó ante los sitiadores y casi todos los españoles, incluido Sarmiento, murieron defendiéndola. La pérdida de esta plaza fuerte puso fin al intento de los poderes cristianos de retomar el control del Mediterráneo oriental. La valentía demostrada por los soldados de los tercios españoles fue elogiada en toda la Europa cristiana y se convirtió en tema de numerosos poemas y canciones.

## Contexto
En 1538 la principal amenaza para la cristiandad en Europa era el expansionismo del imperio otomano. Los ejércitos del sultán Solimán el Magnífico habían sido detenidos en Viena en 1529. En el mar Mediterráneo, una ofensiva cristiana trató de contrarrestar el peligro de una gran flota turca en 1535, cuando una numerosa armada al mando de Don Álvaro de Bazán y de Andrea Doria capturó Túnez y expulsó al almirante otomano Jeireddín Barbarroja de las aguas del Mediterráneo occidental. El almirante turco fue requerido por la Sublime Puerta en Constantinopla donde fue nombrado comandante de una gran flota con la que debía llevar a cabo una campaña contra las posesiones de la República de Venecia en los mares Jónico y Egeo. En el transcurso de la misma Barbarroja tomó las islas de Siros, Egina, Ios, Paros, Tenos, Kárpatos, Kasos, Naxos y puso bajo asedio Corfú. Asimismo, saqueó las ciudades italianas de Otranto y Ugento así como la fortaleza de Castro, en la provincia de Lecce.

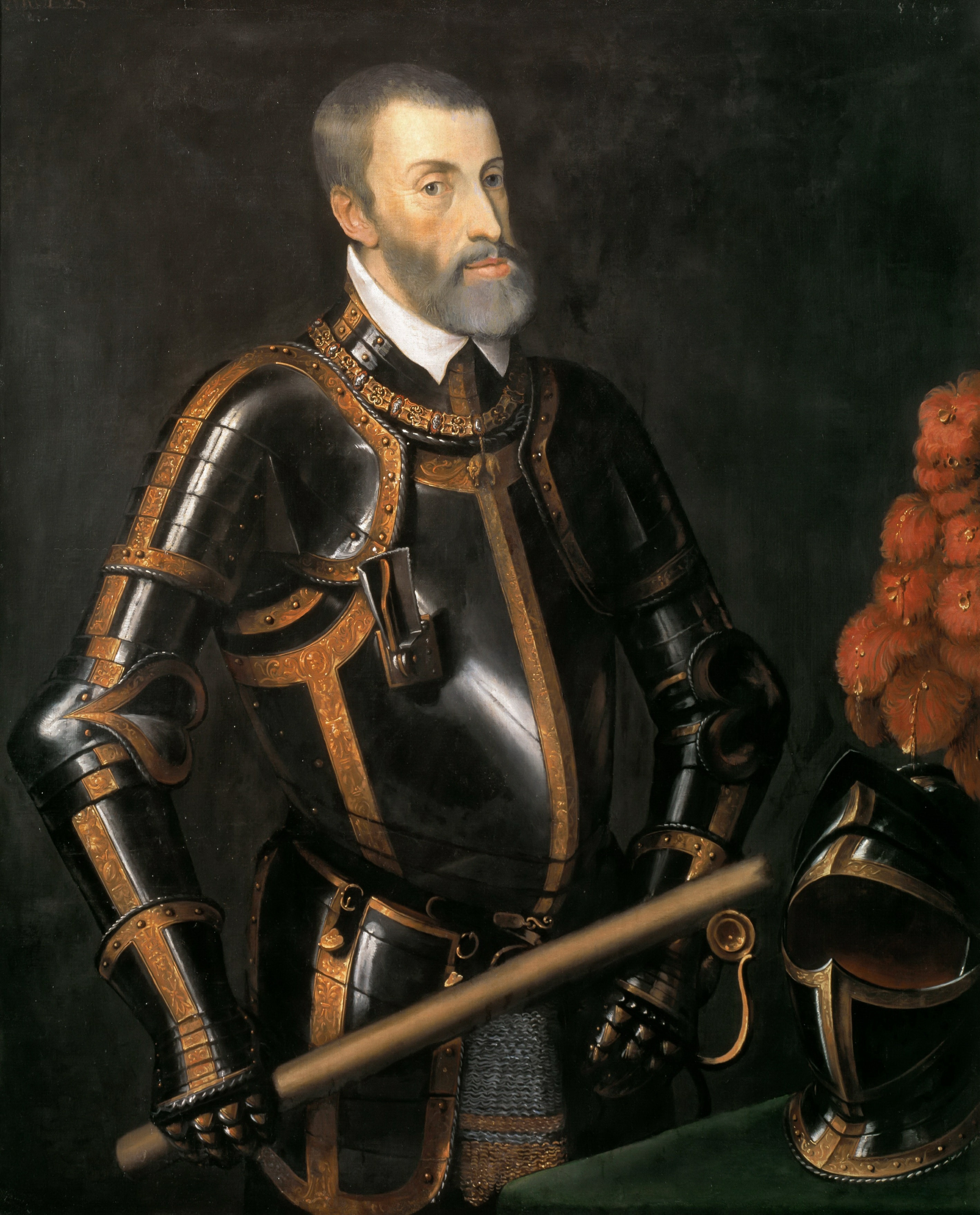
El Emperador Carlos V con armadura, por Tiziano (c. 1550)

La República de Venecia, alarmada por la pérdida de sus posesiones y la ruina de su comercio, puso en marcha una vigorosa campaña diplomática destinada a crear una Liga Santa para recuperar los territorios y expulsar del mar a las naves otomanas. En febrero de 1538, el papa Paulo III consiguió que se pusiera en marcha una liga católica compuesta por la propia Santa Sede, Venecia, el imperio español, el archiducado de Austria y los caballeros de Malta. La flota aliada debía sumar doscientas galeras y otros cien barcos auxiliares, en los que debían embarcar un ejército de 50 000 soldados de infantería y otros 4500 de caballería. Sin embargo, solo se pudo reunir una fuerza de 130 galeras y un ejército de unos 15 000 hombres, la mayoría españoles. El mando de la flota lo ostentaría oficialmente el genovés Andrea Doria, aunque Vicenzo Capello y Marco Grimaldi, comandantes de las flotas del papado y Venecia, respectivamente, dirigían casi el doble de naves que Doria. El comandante del ejército era Ferrante I Gonzaga, virrey de Sicilia.

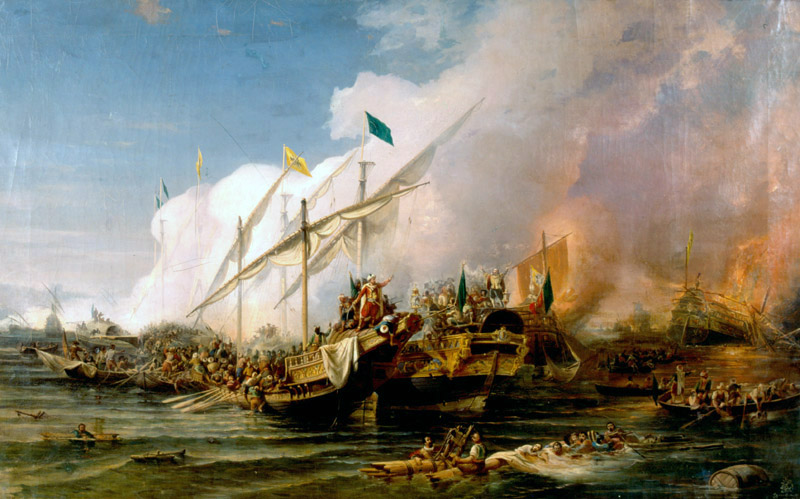
Jeireddín Barbarroja derrota a las naves de la Liga Santa dirigidas por Andrea Doria en la batalla de Préveza (1538). Pintura de 1866 de Ohannes Umed Behzad.

El desacuerdo entre los distintos comandantes de la heterogénea fuerza cristiana disminuyó su efectividad contra un oponente experimentado como era Barbarroja. Ello quedó demostrado en la derrota católica en la batalla de Préveza, librada en el golfo de Arta en el mar Jónico. A pesar de este revés, la mayormente intacta flota de la Liga Santa apoyó el desembarco de la infantería en la costa de Dalmacia y conquistó Castelnuovo, una pequeña localidad costera con una estratégica fortaleza a medio camino entre las posesiones venecianas de Cattaro y Ragusa en la región conocida como Albania veneciana. Tras este éxito, Venecia reclamó la posesión de la plaza fuerte, pero el rey Carlos I de España, cuyas tropas la habían tomado, se negó a cederla. Este desacuerdo puso punto final a la efímera Liga Santa.
Castelnuovo fue guarnecida con unos 4000 hombres, la mayor parte de ellos pertenecientes a un tercio español, una unidad de soldados veteranos dirigidos por el experimentado maestre de campo burgalés Francisco Sarmiento de Mendoza. Este tercio, renombrado para la ocasión como Tercio de Castelnuovo, estaba compuesto por quince banderas —compañías— pertenecientes a las siguientes unidades: seis banderas del tercio de Florencia, tres del Tercio de Lombardía —desmovilizado el año anterior tras un motín por la falta de pagas—, dos del Tercio de Nápoles, una del Tercio de Niza y tres banderas nuevas. Los quince capitanes de las banderas eran Machín de Munguía, Álvaro de Mendoza, Pedro de Sotomayor, Juan Vizcaíno, Luis Cerón, Jaime de Masquefá, Luis de Haro, Sancho de Frías, Olivera, Silva, Cambrana, Alcocer, Cusán, Borgoñón y Lázaro de Corón. La guarnición también incluía 150 unidades de caballería ligera, un pequeño contingente de soldados y caballeros griegos mandados por Ándres Escrápula y algunas piezas de artillería del capitán Juan de Urrés y sus quince artilleros. El capellán de Andrea Doria, llamado Jeremías, también se quedó en Castelnuovo junto a cuarenta clérigos y comerciantes y fue nombrado obispo de la localidad.
Esta importante fuerza fue desplegada en Castelnuovo porque se pretendía que la localidad fuera una cabeza de playa para una gran ofensiva contra el corazón del imperio otomano en los Balcanes. Sin embargo, el destino de esos hombres dependía enteramente del apoyo de la flota y esta había sido desbandada después de la toma cristiana de Castelnuovo, ya que Venecia se retiró enseguida de la Liga Santa después de aceptar un desventajoso acuerdo con los turcos. Sin las naves venecianas, la flota aliada no tenía nada que hacer contra Barbarroja, quien para entonces contaba con la ayuda de otro experimentado militar, Turgut Reis.

## El asedio

### Primeras maniobras

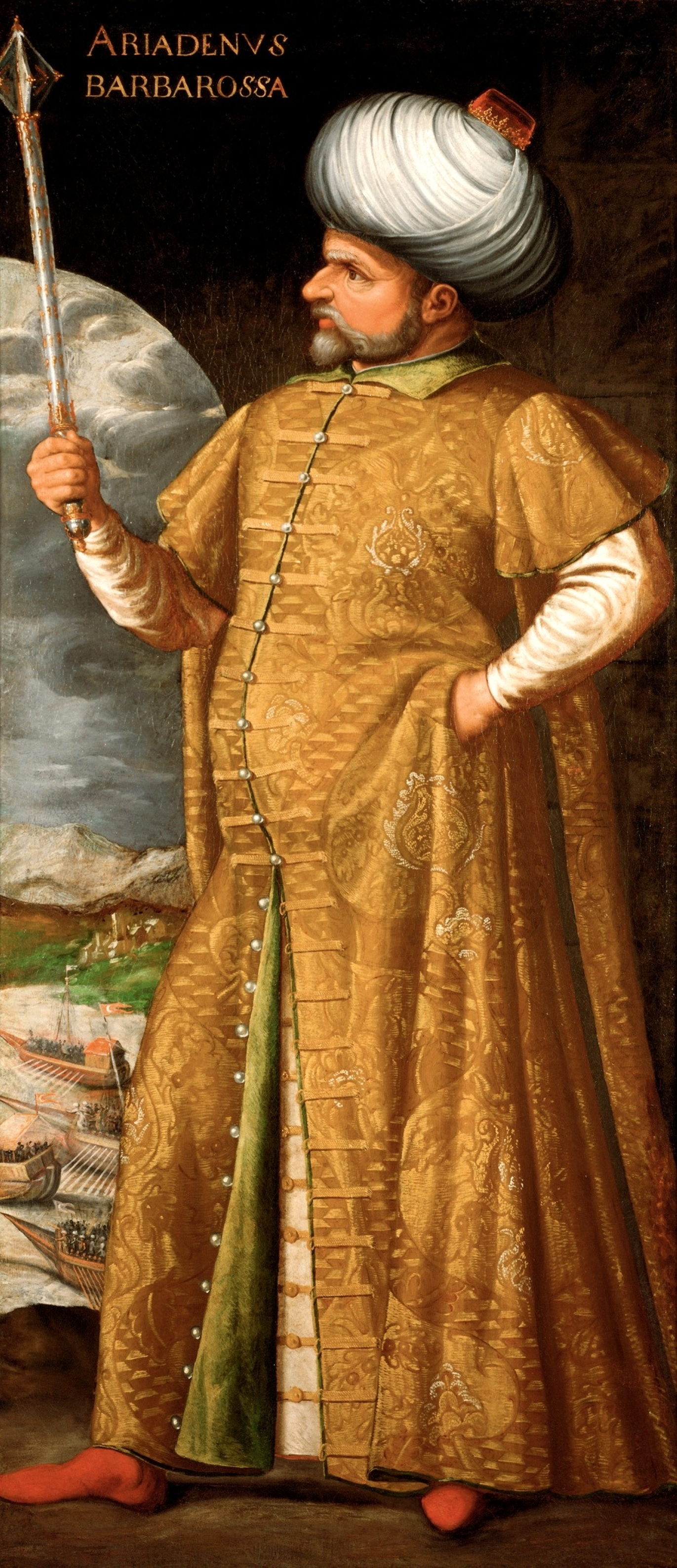
Jeireddín Barbarroja en un retrato del

El sultán Solimán el Magnífico ordenó a Jeireddín Barbarroja que reorganizara y rearmara su flota durante el invierno y que la tuviera lista para operar en primavera de 1539. A bordo de las naves turcas embarcaron 10 000 soldados de infantería y 4000 jenízaros, las tropas de élite del imperio otomano, como refuerzo de las tropas de las galeras. De acuerdo con las órdenes recibidas, las fuerzas de Barbarroja, que sumaban alrededor de 200 barcos y 20 000 combatientes, establecerían un bloqueo de Castelnuovo por mar al tiempo que las tropas del gobernador otomano de Bosnia, un persa llamado Ulamen, asediaría la fortaleza por tierra al mando de 30 000 hombres. Mientras tanto, el comandante español Sarmiento empleó los meses previos al asedio en mejorar las defensas de la plaza fuerte con la reparación de las murallas y los bastiones, además de construir nuevas fortificaciones. Ante la falta de medios para llevar a cabo todas las operaciones que pretendía, las fuerzas españolas pidieron refuerzos. El capitán Alcocer viajó hasta España con instrucciones de pedir ayuda, al igual que Pedro de Sotomayor en Sicilia y el capitán Zambrana en Bríndisi, todo en vano. Andrea Doria, que se hallaba en Otranto con 47 galeras imperiales y 4 maltesas, recibió noticias de la situación en Castelnuovo pero decidió que sus fuerzas eran muy escasas e hizo llegar un mensaje a Sarmiento en el que le recomendaba que se rindiese.
En junio Barbarroja envió treinta galeras a bloquear la entrada del golfo de Cattaro. Los barcos arribaron a Castelnuovo el 12 de junio y desembarcaron mil soldados con la intención de encontrar agua potable y capturar soldados españoles o paisanos para obtener información de la plaza fuerte. Los españoles supieron de su llegada y Sarmiento ordenó intervenir a tres compañías bajo mando del capitán Machín de Munguía y a la caballería de Lázaro de Corón. El choque de los dos bandos se produjo antes del almuerzo y tras un encarnizado combate las tropas otomanas se vieron forzadas a huir a sus barcos. A pesar de ello, regresaron esa misma tarde y en esa ocasión el mismo Sarmiento, que los esperaba junto a los capitanes Álvaro de Mendoza, Olivera y Juan Vizcaíno y 600 hombres, las derrotó causando trescientos muertos y capturando treinta hombres a los turcos. El resto escaparon a los barcos.
Barbarroja llegó a Castelnuovo el 18 de julio al frente del grueso de sus fuerzas y de inmediato comenzó a poner en tierra hombres y artillería. Unos días después llegó Ulamen y su numeroso ejército. Los zapadores otomanos pasaron cinco días cavando trincheras y construyendo rampas para 44 cañones pesados de asedio, además de allanar los campos que rodeaban la fortaleza para facilitar las maniobras militares. Castelnuovo también fue bombardeada desde el mar por diez cañones embarcados en galeras. Mientras tanto, los tercios españoles realizaron varias salidas de contraataque para obstaculizar los trabajos de cerco y causaron numerosas bajas, entre ellas la de Agi, uno de los capitanes favoritos de Barbarroja. Otra salida de ochocientos soldados españoles sorprendió a varias unidades de jenízaros que intentaban asaltar los muros de la fortaleza y mataron a casi todos y dejaron el lugar repleto de cadáveres turcos. Cuando Barbarroja fue informado de este desastre reprendió con dureza a sus capitanes porque reponer esos soldados era extremadamente difícil. Por ello, prohibió las escaramuzas para intentar evitar una nueva derrota.

### El gran asalto
El 23 de julio el ejército de Barbarroja estaba listo para iniciar un asalto a gran escala y su artillería presta a echar abajo los muros de Castelnuovo. Con su clara ventaja numérica sobre la guarnición española, la cual estaba completamente aislada y sin posibilidad de recibir ayuda o suministros, Barbarroja les ofreció una rendición honorable, que incluía el tránsito seguro para Sarmiento y sus hombres hasta Italia, conservar armas y banderas y el pago de veinte ducados a cada soldado español. A cambio, le pedía a Sarmiento que abandonara toda su artillería y la pólvora. Dos cabos de la compañía del capitán Vizcaíno, Juan Alcaraz y Francisco de Tapia, se las arreglaron para regresar a Nápoles y años después escribieron su relato de los hechos. Ambos dejaron constancia de que la respuesta hispana fue que «el maestre de campo consultó con todos sus capitanes, y los capitanes con sus oficiales, y decidieron que preferían morir al servicio de Dios y de su Majestad».

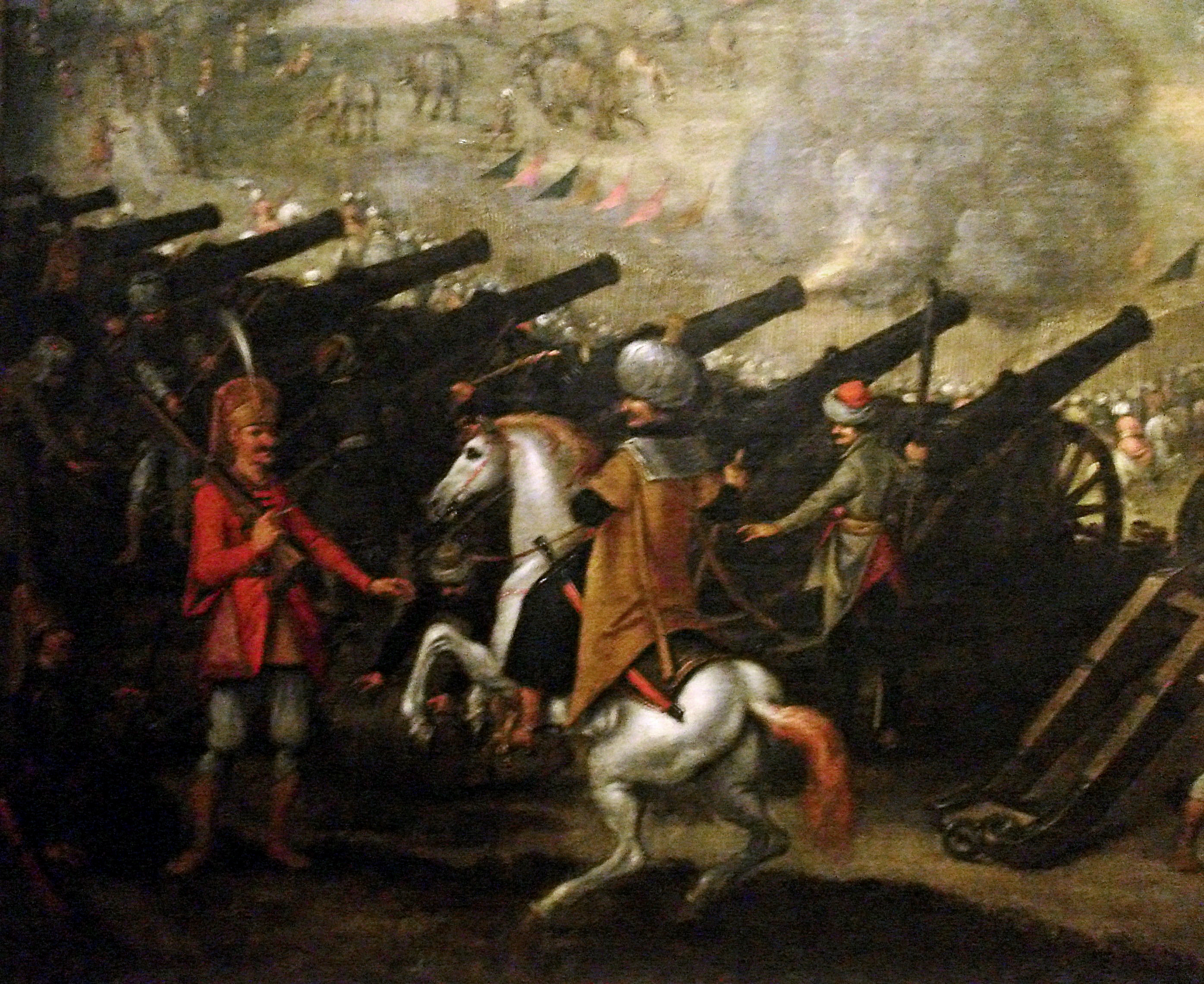
Cañones otomanos en el asedio de Esztergom en 1543. Pintura de Sebastian Vrancx,.

Poco después se inició el gran asalto. Duró todo el día y murieron muchos hombres porque los otomanos emplearon al mismo tiempo tanto infantería como artillería para asaltar los muros de Castelnuovo, lo que provocó bajas tanto por fuego amigo como por acción de los defensores. Durante la noche los españoles mejoraron sus defensas y tapiaron los boquetes abiertos en las murallas. Cuando se reanudó el ataque a la mañana siguiente, día de Santiago, el obispo Jeremías permaneció junto a los soldados para infundirles valor y confesar a todos los que resultaban heridos de muerte en la defensa. Alrededor de seis mil otomanos murieron en el sangriento asalto por tan solo cincuenta entre los defensores españoles, aunque el número de hombres que luego morirían de sus heridas probablemente fuera mayor.
Envalentonados por su eficaz defensa, cientos de soldados españoles decidieron contraatacar en el campamento otomano con permiso de Sarmiento. Una mañana, seiscientos españoles sorprendieron a los turcos, que en algunos lugares no pudieron parar el ataque y fueron presa del pánico. Muchos hombres rompieron formación y huyeron, entre ellos algunos jenízaros, que corrieron por todo el campamento rompiendo las tiendas, incluida la de Barbarroja. La guardia personal del almirante temió por la vida de su señor e, ignorando sus protestas, lo llevaron a su galera junto al estandarte.

Jenízaros otomanos

En los siguientes días los cañones turcos concentraron sus proyectiles en un fuerte de la ciudad alta, considerado por Barbarroja como un punto clave que era necesario capturar. Al mismo tiempo, los cañones restantes siguieron disparando contra las débiles murallas de la localidad. El 4 de agosto el comandante otomano ordenó un asalto sobre las ruinas del fuerte, reducido a escombros. Sarmiento, que también lo consideraba un importante lugar de defensa, había reforzado la guarnición y evacuado a los heridos en los días previos. La acometida se produjo al amanecer y la batalla se prolongó toda la jornada, en la cual se distinguió el capitán Machín de Munguía, que lideró a los defensores. Al anochecer los españoles restantes retrocedieron junto a los heridos hacia las murallas y dejaron las ruinas a los turcos. El día fue sangriento pues de todos los oficiales que defendieron la posición solo sobrevivieron los capitanes Masquefá, Munguía y Haro, así como el cabo Galaz. Entre los pocos supervivientes capturados por los otomanos encontraron tres desertores. Fueron llevados ante Barbarroja al que animaron a continuar con los asaltos y le informaron que los españoles habían sufrido numerosas bajas, estaban escasos de pólvora y balas, así como con muchos heridos y exhaustos.

### Captura otomana

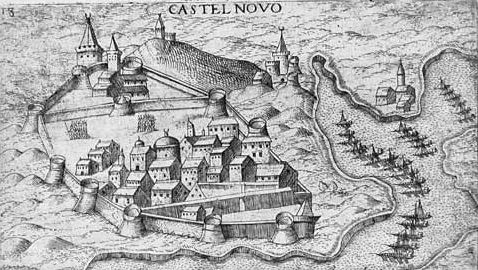
Vista de Castelnuovo en el ; grabado de un artista desconocido de la época

El 5 de agosto se lanzó un nuevo ataque contra las murallas. Barbarroja estaba seguro, por lo que habían afirmado los desertores, que Castelnuovo caería pronto. En esta ocasión tomaron parte todos los jenízaros restantes y a la caballería se le ordenó desmontar para sumarse al ataque. A pesar de la tremenda disimilitud numérica, los experimentados soldados españoles de los tercios soportaron con éxito la acometida otomana y consiguieron que ese día tan solo cayera en manos de su enemigo una torre de la muralla. Sarmiento ordenó a sus zapadores que prepararan una mina para derrumbar esa torre, pero el intento fracasó por una explosión accidental de pólvora que mató a todos los soldados que trabajaban en la mina. Al alba del día siguiente un inesperado aguacero arruinó las llaves de mecha de los arcabuces españoles, los pocos cañones restantes y toda la pólvora. Así, la defensa de las murallas se desarrolló con espadas, picas y cuchillos varios, una lucha en la que se vieron obligados a participar hasta los soldados españoles heridos en días previos. Tan solo los hombres moribundos se quedaron en sus camas de hospital. Contra todo pronóstico, los pocos españoles restantes volvieron a rechazar los asaltos turcos.
El último y definitivo ataque de los sitiadores se desató a la mañana siguiente, 7 de agosto de 1539. Francisco de Sarmiento, montado en su caballo, resultó herido en el rostro por tres flechas, aunque siguió dirigiendo a sus hombres. Demolidas por los ingentes bombardeos, las murallas quedaron indefendibles y el comandante español ordenó retirada general a los 600 hombres que le quedaban. Su plan consistía en defender un castillo en la parte baja de la localidad, donde estaba refugiada la población civil. Aunque el repliegue se hizo con perfecto orden y disciplina, Sarmiento y sus hombres se encontraron las puertas del castillo cerradas. Sus ocupantes ofrecieron una cuerda al comandante español para trepar los muros, pero este rehusó y respondió que «Dios nunca querría que yo me salvara y mis compañeros murieran sin mí». Dicho esto, se sumó a los capitanes Machín de Munguía, Juan Vizcaíno y Sancho Frías para liderar la última defensa. Rodeados por el ejército otomano, los últimos soldados españoles lucharon espalda con espalda hasta la extenuación. Al final de ese día, Castelnuovo estaba completamente en manos otomanas.

## Consecuencias
Casi todos los cuatro mil jenízaros y otros 16 000 soldados otomanos murieron en el asalto a Castelnuovo. Según algunos rumores, las bajas turcas pudieron ascender hasta las 37 000. Entre los defensores españoles tan solo sobrevivieron doscientos hombres, la mayoría heridos. Uno de los prisioneros era el capitán vizcaíno Machín de Munguía, a quien Barbarroja le ofreció la libertad y sumarse a su ejército. El almirante otomano conocía la extrema valía de este militar español, demostrada en la batalla de Préveza, donde había defendido con éxito a una carraca veneciana que se hundía del ataque de varios barcos otomanos. Sin embargo, Munguía rechazó la oferta y por ello fue decapitado a bordo de la galera del almirante turco. La mitad de los prisioneros y todos los clérigos también fueron ejecutados para saciar las ansias de venganza de las tropas otomanas, que estaban muy enfurecidas por las elevadas pérdidas sufridas en la toma de Castelnuovo. Los pocos supervivientes españoles fueron enviados a Constantinopla como esclavos, aunque veinticinco de ellos protagonizaron una hazaña seis años después, cuando consiguieron escapar de prisión y navegar hasta el puerto italiano de Mesina.
A pesar de que Sarmiento perdió la plaza fuerte que estaba bajo su mando, la defensa numantina que hicieron los tercios españoles de Castelnuovo fue elogiada por numerosos poetas contemporáneos y admirada por toda la Europa cristiana. Los soldados españoles que lucharon en aquel enfrentamiento ante fuerzas mucho más numerosas fueron comparados con los héroes de la mitología grecorromana y considerados inmortales por la magnitud de su gesta. Tan solo algunos enemigos acérrimos del rey Carlos I, como el humanista paduano Sperone Speroni, se regodearon con la aniquilación del tercio de Castelnuovo.
La caída de Castelnuovo puso punto final a la fallida campaña de la Liga Santa contra el poder del imperio otomano en el Mediterráneo oriental. Carlos I de España comenzó negociaciones con Barbarroja para intentar atraerlo a las filas imperiales pero fue en vano. Los esfuerzos del imperio español se centraron por tanto en la puesta en marcha de una gran expedición contra Argel en 1541 para intentar mermar la influencia otomana en las costas de Berbería. Esta ofensiva española, conocida como Jornada de Argel, fracasó cuando una tormenta dispersó la flota y las tropas tuvieron que volver a embarcar tras haber sufrido numerosas bajas. En 1543 se firmó una tregua entre el emperador Carlos y Solimán. Castelnuovo estuvo bajo gobierno otomano durante los siguientes 150 años. Fue recuperada en 1687 durante la guerra de Morea por el capitán general del mar de la armada de Venecia Girolamo Cornaro, quien en alianza con los montenegrinos dirigidos por Vuceta Bogdanovic, derrotó a los turcos cerca de la localidad y puso la fortaleza bajo control veneciano.